# Systemy montażu samochodów
Systemy montażu samochodów – systemy montowania samochodów z podzespołów i części, wyróżniające się stopniem zaawansowania montażu. Wyróżnia się trzy podstawowe systemy, uszeregowane odpowiednio wraz ze wzrastającym stopniem skomplikowania (zaawansowania technologicznego) procesu montażu: SKD, MKD i CKD.

## Systemy montażu

### SKD
SKD (ang. semi-knocked-down, pol. „częściowe rozłożenie na elementy składowe”) – proces polegający na montażu gotowych, dużych podzespołów samochodu (tzw. zespołów wyższej kompletności) importowanych do kraju montażu. 
SKD polega na zmontowaniu gotowych podzespołów:
- zmontowanego nadwozia z wyposażeniem,
- zmontowanego układu napędowego (silnik i skrzynia biegów),
- wstępnie zmontowanego zawieszenia i tylnej osi
- innych elementów dostarczanych w komplecie z uzbrojoną karoserią

z wykorzystaniem technologii porównywalnej ze stosowaną w fabryce macierzystej.

### MKD
System MKD (ang. medium-knocked-down) jest bardziej skomplikowany od SKD.
Na linię montażową trafia polakierowana karoseria oraz pozostałe zespoły niezbędne do montażu, jednak w przeciwieństwie do systemu SKD wiele z nich trzeba zmontować na miejscu z części wspólnie dostarczonych lub zamówionych u lokalnych producentów. Montowane są wtedy np. silnik ze skrzynią biegów, reflektory, wiązki elektryczne, elementy wnętrza. Liczba części to około 1300–1500.

### CKD
CKD (ang. completely-knocked-down) jest najbardziej skomplikowanym system montażu. Polega on na budowie auta od podstaw. W tym systemie na linię montażową trafiają pojedyncze elementy nadwozia, które na miejscu są łączone spawaniem i lakierowane. Dużo więcej jest też elementów, które trzeba zamontować, aby gotowe auto wyjechało z fabryki. 

## SKD/MKD/CKD
Niezależnie od wybranego systemu produkcji samochodu, po przeprowadzeniu montażu całość jest sprawdzana, gdyż wszystkie egzemplarze muszą spełniać identyczne normy producenta.
Terminy SKD/MKD/CKD mogą również odnosić się do każdego produktu (nie tylko samochodów), który montowany jest z dostarczanych, najczęściej importowanych, części.

## Przesłanki stosowania systemu SKD
W dzisiejszym przemyśle motoryzacyjnym system montażu SKD jest powszechnie stosowany. Niekiedy import gotowych podzespołów ma na celu ominięcie wysokich ceł przywozowych lub akcyzy, narzędzi protekcjonizmu gospodarczego stosowanych dla ochrony rodzimego przemysłu. W ten sposób istniejącą w 1995 lukę prawną wykorzystał koreański koncern Daewoo, który zakupił FSC w Lublinie, zmieniając nazwę przedsiębiorstwa na Daewoo Motor Polska. Wykorzystując nieprecyzyjne przepisy, rozpoczęto montaż samochodów Nexia w standardzie SKD z rozmontowanych w porcie kompletnych samochodów wyprodukowanych w Korei. Czasem w ten sposób sprowadzane są także samochody używane (pre-owned, second hand car). Innym powodem stosowania  systemu SKD może być gorsze początkowo wyszkolenie załogi nowego oddziału fabryki lub mała liczba krajowych dostawców mających odpowiedni certyfikat.